# District de Neusiedl am See
Neusiedl am See est un Bezirk (district) du Land autrichien de Burgenland.
Le district de Neusiedl am See est constitué des municipalités suivantes :
- Andau
- Apetlon
- Bruckneudorf
- Deutsch Jahrndorf
- Edelstal
- Frauenkirchen
- Gattendorf
- Gols
- Halbturn
- Illmitz
- Jois
- Kittsee
- Mönchhof
- Neudorf bei Parndorf
- Neusiedl am See
- Nickelsdorf
- Pama
- Pamhagen
- Parndorf
- Podersdorf am See
- Potzneusiedl
- Sankt Andrä am Zicksee
- Tadten
- Wallern im Burgenland
- Weiden am See
- Winden am See
- Zurndorf